# Ramón A. Almendra
Ramón Adeodato Almendra (Tinogasta, 21 de octubre de 1937-desconocido) fue un médico y político argentino del Partido Justicialista, que se desempeñó como senador nacional por la provincia de Santa Cruz entre 1983 y 1986.

## Biografía
Nació en Tinogasta (provincia de Catamarca) en 1937. Egresó de médico en la Universidad Nacional de Córdoba. Ejerció la profesión y publicó varios artículos sobre la materia en revistas de especialidad.
Radicado en la provincia de Santa Cruz y miembro del Partido Justicialista (PJ), fue congresal provincial y vicepresidente del PJ provincial. En las elecciones al Senado de 1983 fue elegido senador nacional por Santa Cruz, completando su mandato en 1986. Allí se desempeñó como presidente de la comisión de Salud y Acción Social y secretario de la comisión de Economía, integrando como vocal la comisión de Industria.
En las elecciones presidenciales de 1989, fue elector de presidente y vicepresidente del PJ en Santa Cruz.
Una calle de Caleta Olivia (Santa Cruz) lleva su nombre.